# Großsteingrab Sagel
Das Großsteingrab Sagel war eine megalithische Grabanlage der jungsteinzeitlichen Trichterbecherkultur bei dem heute wüst gefallenen Ort Sagel südlich von Rothenmoor, einem Ortsteil von Dahmen im Landkreis Rostock (Mecklenburg-Vorpommern).

## Lage
Der genaue Standort des Grabes ist nicht überliefert. Er wird nur allgemein mit „auf einer der Höhen der Feldmark Sagel“ angegeben. Nur wenige hundert Meter entfernt befand sich nordöstlich bei Rothenmoor mit dem Großsteingrab Rothenmoor ein weiteres Großsteingrab. Das nächste erhaltene Grab ist das etwa 2–3 km nordöstlich gelegene Großsteingrab Basedow 2.

## Beschreibung
Das Großsteingrab wurde um 1843 von Albrecht von Maltzahn untersucht mit der Absicht, es zu restaurieren. Zu einem nicht näher bekannten Zeitpunkt wurde es später jedoch restlos abgetragen. Die Grabkammer bestand noch aus fünf Wandsteinen, die etwa 3 Fuß (knapp 1 m) aus der Erde ragten. Sie ist somit als erweiterter Dolmen anzusprechen. Einige Wandsteine waren verschoben, der Deckstein war abgerutscht. Über Ausrichtung und Maße der Kammer liegen keine näheren Informationen vor.
Bei einer Untersuchung fand von Maltzahn die Reste von mindestens zwei Kinderbestattungen. Das Sterbealter konnte für das eine Kind auf etwa 5 Jahre, für das andere auf etwa 10 Jahre bestimmt werden. Einige Knochen scheinen zu einem dritten, noch jüngeren Kind gehört zu haben. Grabbeigaben konnte von Maltzahn nicht ausmachen.